# Neuroscience Information Framework

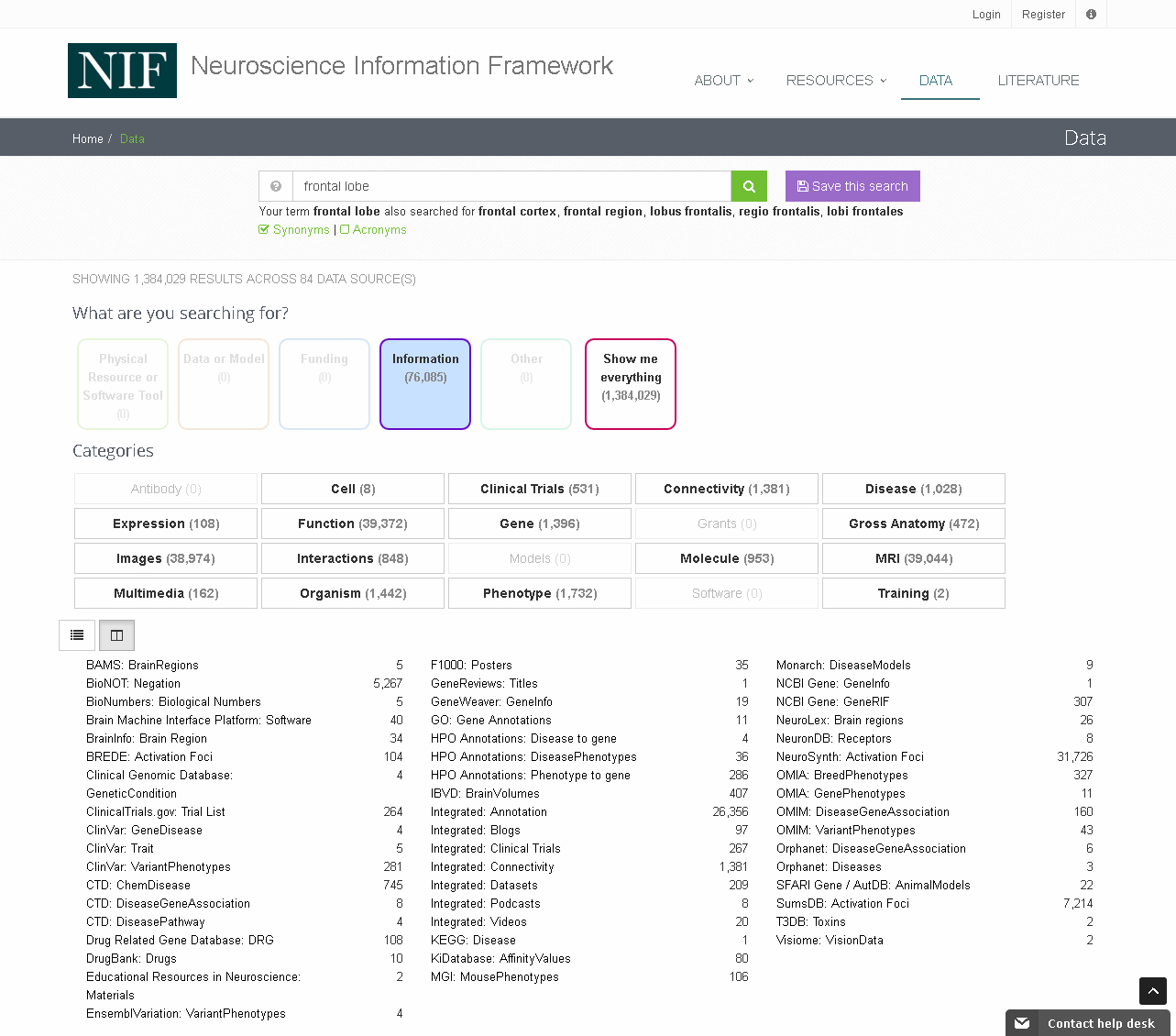
Captura de pantalla del Neuroscience Information Framework.

Neuroscience Information Framework es un repertorio de recursos globales en internet sobre neurociencia, incluyendo bases de datos experimentales, clínicos, atlas y recursos genómicos.